# Hyles flava
Hyles flava är en fjärilsart som beskrevs av Denso 1913. Hyles flava ingår i släktet Hyles och familjen svärmare. Inga underarter finns listade i Catalogue of Life.